# L-型小行星
L-型小行星是相對來說比較少見的小行星，在0.75 μm的紅色光譜有強烈的shortwards，和光譜平坦、毫無特徵的longwards。相較於K-型， 它們在可見光呈現更紅的光譜，但在紅外光譜是平坦的。
在托連分類法，這些小行星被描述為"沒有特徵"的S-型小行星。L-型小行星的類型是在SMASS 分類法中介紹的，而且在早先的研究已經指出 387 Aquitania和980 Anacostia這兩顆小行星有著不尋常的光譜。

## Ld-型小行星
有一群小行星在SMASS分類法中建議的0.75 μm 有類似L-型的longwards 平坦光譜，但是在可見光的紅色光譜更為平滑，像是D-型。一個可能的例子是728 Leonisis，但是他也被分類為A-型。